# 剑斗站
剑斗站是一个漳泉肖线上的铁路车站，位于福建省泉州市安溪县剑斗镇，建于1978年，目前为四等站，邮政编码为362412。目前不再办理客运业务，但每日有一对往来漳平站与泉州东站的路用通勤列车停靠，办理职工通勤业务；货运仅办理整车、零担货物发到；不办理危险货物发到。